# Lifecasting (flux vidéo)
Pour les articles homonymes, voir Lifecasting (homonymie).

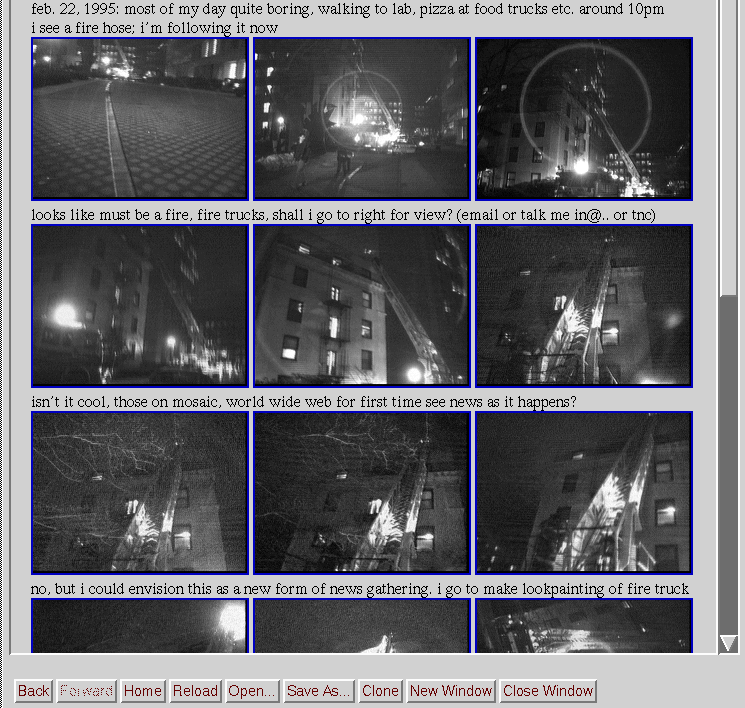

Le lifecasting est une diffusion constante de la vie d'une personne en direct par le biais de médias numériques. En règle générale, le lifecasting est transmis par l'intermédiaire d'internet et implique la technologie portable,. Le lifecasting est complété par l'expérience humaine de l'individu, ses gestes quotidiens et la communication avec ses spectateurs.